# ان‌آی‌اس

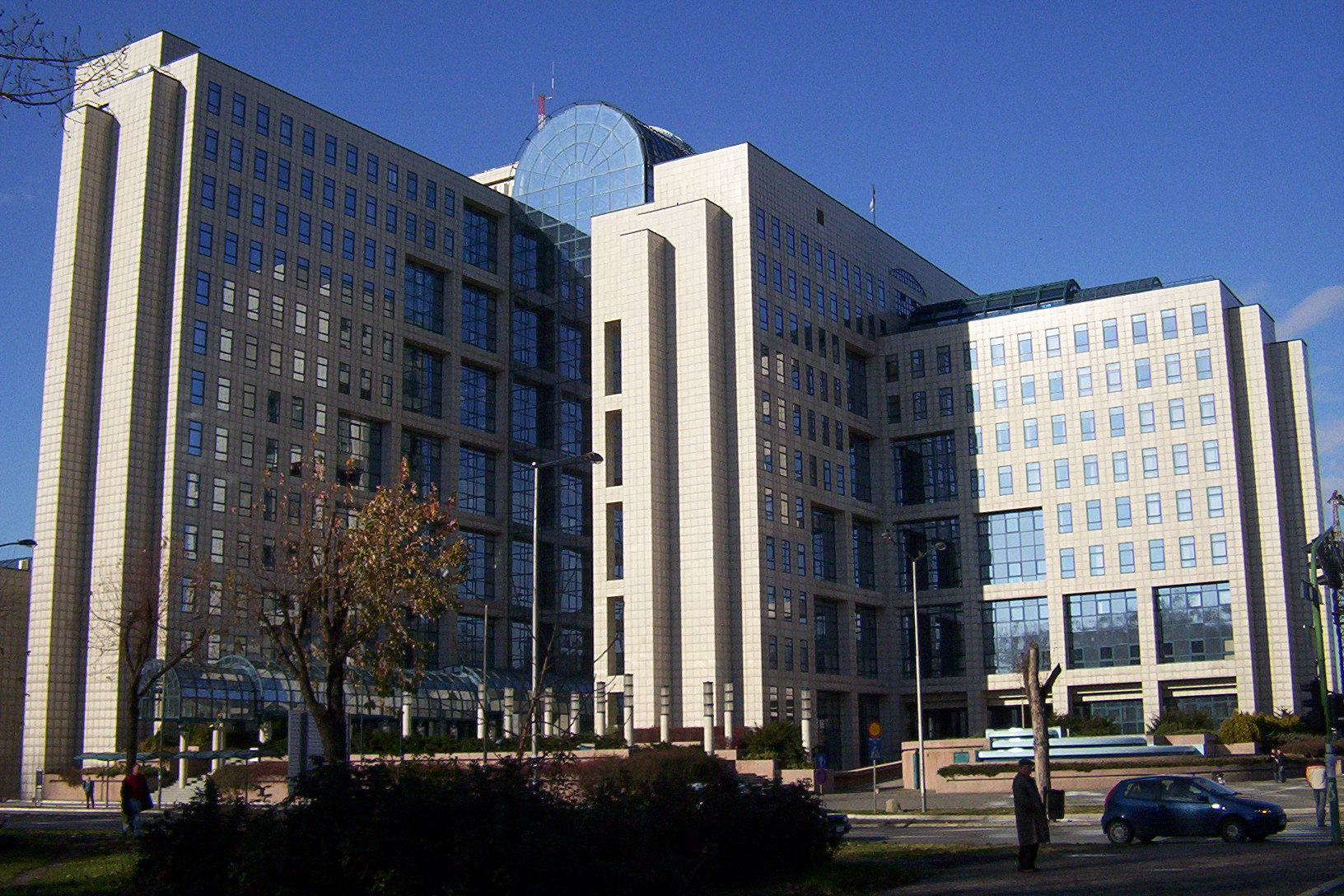
ساختمان مرکزی شرکت ان آی اس در نووی ساد، صربستان

ان‌آی‌اس (به انگلیسی: NIS) شرکت نفت و گاز صربستان است، که تا سال ۲۰۱۱ انحصار واردات نفت به کشور صربستان را به‌طور کامل در اختیار دارد.
این شرکت در زمینه اکتشاف، تولید، واردات، پالایش، حمل‌ونقل و بازاریابی نفت خام، گاز طبیعی، فراورده‌های نفتی و محصولات پتروشیمیایی فعالیت می‌کند. در حال حاضر شرکت روسی گازپروم از طریق شرکت تابعه گازپروم نفت، مالک اصلی شرکت ان‌آی‌اس محسوب می‌شود.

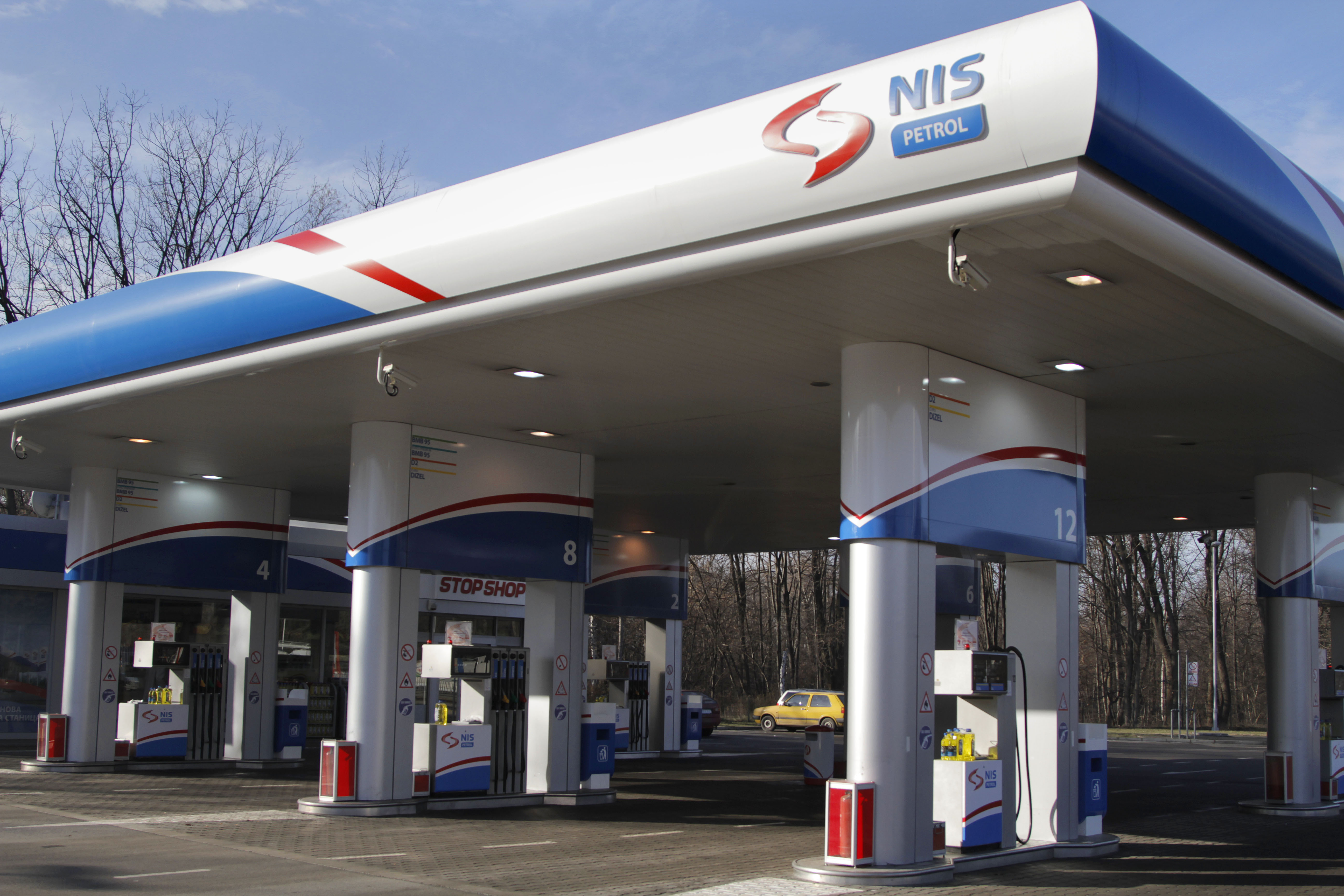
جایگاه پمپ بنزین شرکت ان‌آی‌اس، در بلگراد